# 仁济堂
仁济堂，又哥利支堂或福音堂，也称广州长老会第二支会，原屬中華基督教會廣東協會，為廣州市舊日一座不凡的基督教堂，在基督教入華史上有著重要的意義。建築座落于越秀区西濠口仁济路（今中山大学孙逸仙纪念医院（中山大学附属第二医院）內 ）。
由美北长老会差会的传教士哈巴和嘉约翰始建於1867年（有說1880年），附设博济医院（今中山大学孙逸仙纪念医院、中山二院）。建築資金由華人所籌，為紀念哥利支（ Thomas R.Colledge） 醫生而命名，汪彼得曾任仁济堂主任牧师。時未有聘請到專業建築師和營造商，由嘉約翰醫生和黃寬醫生身兼多職，完成哥利支堂的建設。
1886年孫中山以逸仙之名在醫院學醫時，曾寄宿哥利支堂10號宿舍（教堂一部分曾用作博濟醫學堂的學生宿舍）。
由于医疗传教的成功，此处曾是广州最为兴旺的一处教堂，1903年已有信徒600人。1920年，仁济堂改建为可容千人的大型教堂 ，为广州的主要教堂之一，并加入中华基督教会广东协会。
1960年实行联合礼拜时，仁济堂信徒被并入十甫堂，1962年转并光孝堂，教堂房屋则租给中山医学院。文化大革命期间被当局“充公”，产权已不属教会。
2008年，中山二医将原用于急诊用房和中心药库的教堂旧址改为临床检验中心使用，因其属于文物，对此广州市文化局两次发函，表示意见。
2012年11月，以博济医院教堂旧址之名公布为越秀区登记保护文物单位。
2015年6月，广州市人民政府重新核定广州市文物保护单位时，将教堂列入“孙逸仙博士开始学医及革命运动策源地”纪念碑，成为广州市文物保护单位。